# Болгари (Марі-Турецький район)
Болга́ри (рос. Болгары, марій. Булгар) — присілок у складі Марі-Турецького району Марій Ел, Росія. Входить до складу Марійського сільського поселення.

## Населення
Населення — 43 особи (2010; 75 у 2002).
Національний склад (станом на 2002 рік):
- татари — 99 %